# Delias cyclosticha
Delias cyclosticha är en fjärilsart som beskrevs av Walter Karl Johann Roepke 1955. Delias cyclosticha ingår i släktet Delias och familjen vitfjärilar. Inga underarter finns listade i Catalogue of Life.